# The Taxi Dancer
The Taxi Dancer, in Nederland uitgebracht onder de titel Het dansmeisje van Broadway, is een film uit 1927 onder regie van Harry F. Millarde.

## Verhaal
Joslyn Poe trekt naar New York om hier een danseres te worden. Ze heeft echter geen succes op Broadway en wordt een "taxi dancer" in een goedkope club, waar Lee Rogers zijn tijd doorbrengt. Ze probeert echter uit deze situatie te kopen en accepteert het aanbod van de zogenaamde heer James Kelvin. Wanneer hij een dief en moordenaar blijkt te zijn, zoekt ze troost bij Rogers.

## Rolverdeling
| Acteur             | Personage         |
| ------------------ | ----------------- |
| Joan Crawford      | Joslyn Poe        |
| Owen Moore         | Lee Rogers        |
| Marc McDermott     | Henry Brierhalter |
| Gertrude Astor     | Kitty Lane        |
| Rockliffe Fellowes | Stephen Bates     |
| Douglas Gilmore    | James Kelvin      |
| William Orlamond   | Doc Ganz          |
| Claire McDowell    | Tante Mary        |
| Bert Roach         | Charlie Cook      |